# بخش مرکزی شهرستان زرین‌دشت
بخش مرکزی شهرستان زرین‌دشت یکی از بخش‌های شهرستان زرین‌دشت در استان فارس ایران است.

## تقسیمات کشوری
- بخش مرکزی شهرستان زرین‌دشت
  - دهستان خسویه
  - دهستان دبیران
  - دهستان زیرآب

شهرها: حاجی آباد و دبیران

## جمعیت
بنابر سرشماری مرکز آمار ایران، جمعیت بخش مرکزی شهرستان زرین دشت در سال ۱۳۹۵ برابر با ۵۴٬۰۲۷ نفر بوده است.